# 克雷斯特公園 (加利福尼亞州)
克雷斯特公園（英語：Crest Park）是位於美國加利福尼亞州聖貝納迪諾縣的一個非建制地區。該地的面積和人口皆未知。

## 地理
克雷斯特公園的座標為34°14′02″N 117°11′47″W / 34.23389°N 117.19639°W，而該地的平均海拔高度為1720米（即5630英尺）。